# محافظة نامبولا
محافظة نامبولا (بالإنجليزية: Nampula Province)‏ هي محافظة في موزمبيق، تتبع موزمبيق، عاصمتها نامبولا، تبلغ مساحتها 79٬010٫0 كيلومتر مربع.

## الموقع
تشترك في الحدود مع:
- محافظة زامبيزيا
- محافظة نياسا
- محافظة كابو ديلغادو.